# Cajacaybia spinigera
Cajacaybia spinigera is een hooiwagen uit de familie Gonyleptidae. De wetenschappelijke naam van Cajacaybia spinigera gaat terug op Roewer.